# Klostret Millstatt

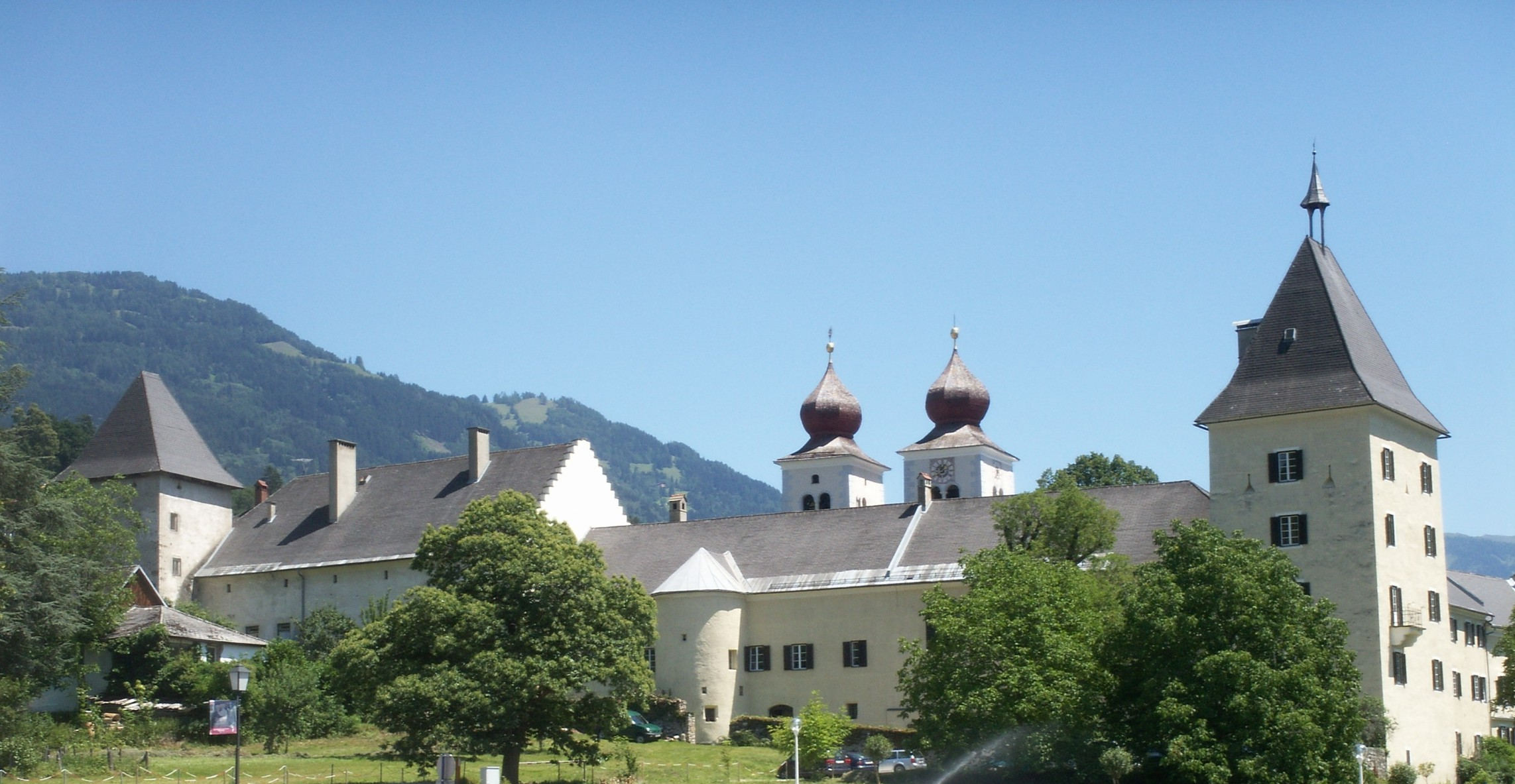
Klostret Millstatt

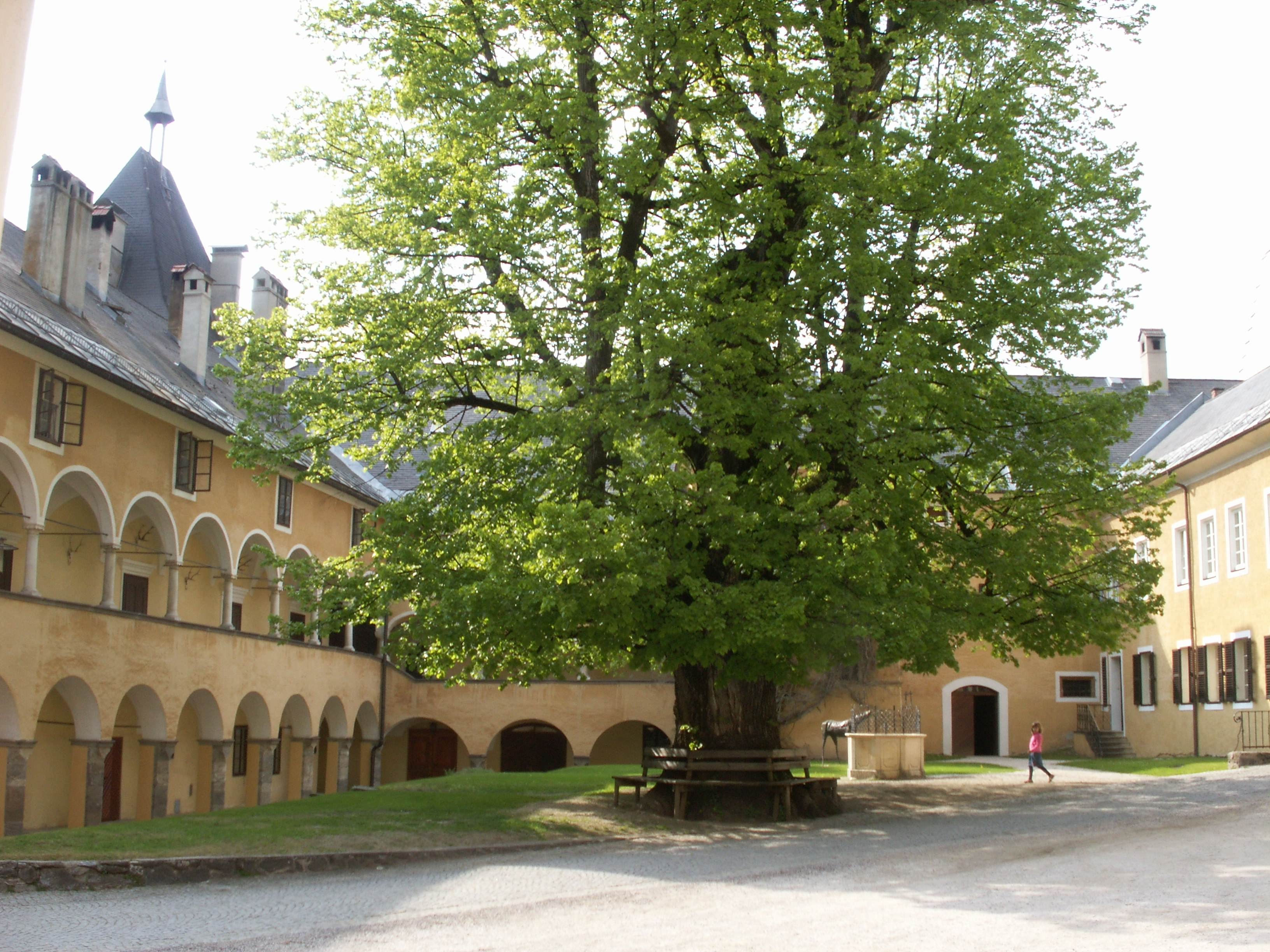
Klostrets innergård

Stift Millstatt är ett före detta kloster i orten Millstatt i det österrikiska förbundslandet Kärnten. 

## Historia
Klostret grundades kring 1070 av den bayerska pfalzgreven Aribo II och hans bror Poto som benediktinkloster. Klostret som försågs med stora ägor i Kärnten, Friaul och Salzburg utvecklades redan under 1100-talet till ett betydelsefullt kulturellt centrum och ägde en skrivar- och målarskola av rang. Det väl bevarade Millstättermanuskriptet sammanställdes kring 1200. 
Under 1400-talet började klostrets nedgång. Misskötsel och misshushållning ledde till höga skulder och byggnadernas förfall. 1469 slutligen upplöstes benediktinkonventet och klostret överlämnades till Sankt Georgs riddarorden. 
Med hänsyn till hoten på grund av de osmanska och ungerska krigen började riddarorden med att renovera byggnaderna och bygga om klostret till en fästning. Men riddarordens militära betydelse var liten och dess ekonomiska bas svag. Under 1500-talet tynade Sankt Georgs orden bort och på slutet av århundradet fanns inte något konvent kvar.
1598 överlämnades det tomma klostret av ärkehertig Ferdinand II till jesuitorden som skulle genomföra motreformation i regionen. Inkomsterna av klostret Millstatt var avsedda att finansiera det nyligen grundade universitetet Graz som också drevs av jesuiterna.
Framför allt de ekonomiska börderna ledde till ett bondeuppror 1737. När jesuitorden upplöstes 1773 övergick klostret i statens ägo. Klosterkyrkan blev Millstatts församlingskyrka, klosterbyggnaderna inhyser statliga förvaltningar. 

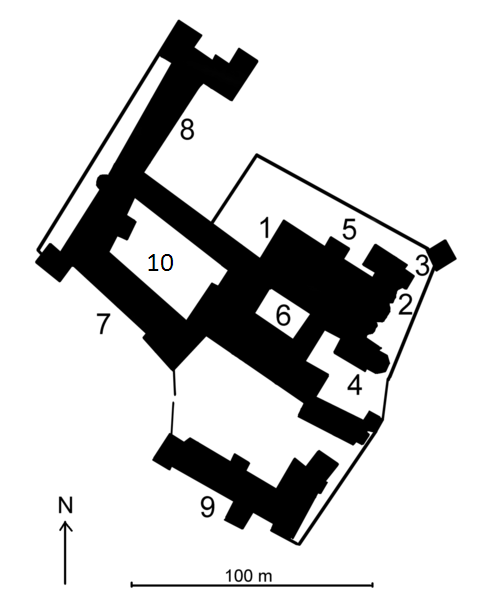
1 Kyrka; 2-5 kapell; 6 korsgång; 7 ordens hus; 8 prästgård; 9 högmästarens hus, Lindenhof

## Byggnaderna
Kyrkan är en romansk treskeppig pelarbasilika. Det massiva västverket med sina två torn byggdes till mot slutet av 1100-talet. De lökformade barocka tornavslutningar tillkom kring 1670. Interiören är främst från 1500- till 1700-talen, glasmålerierna från 1912/13. 
Söder om kyrkan ligger den romanska korsgången. Ordenshuset runt en innergård är från 1400- och 1500-talet. Arkadgångarna mot innergården är delvis sengotiska, delvis i renässanstil. Högmästarens hus från 1500 är en massiv byggnad i fyra våningar, flankerad av två av klostrets fyra försvarstorn. Hela huset byggdes om till hotell 1901. 

## Klostret idag
Klosterkyrkan är nuförtiden Millstatts församlingskyrka. Klosterbyggnaderna inhyser den statliga skogsförvaltningen. I några salar runt den romanska korsgången är klostermuseet inhyst som grundades 1981 och ger en överblick över klostrets historia och köpingen Millstatts utveckling.